# الفجيج (تونس)
الفجيج قرية تقع في معتمدية نصر الله بولاية القيروان من الوسط التونسي.
1. ↑  "المناطق الترابية (العمادات) حسب الولايات والمعتمديات". اطلع عليه بتاريخ 2024-11-30.